# Hygrobates zuxsus
Hygrobates zuxsus är en kvalsterart som beskrevs av Herbert Habeeb 1958. Hygrobates zuxsus ingår i släktet Hygrobates och familjen Hygrobatidae. Inga underarter finns listade i Catalogue of Life.